# Masajové

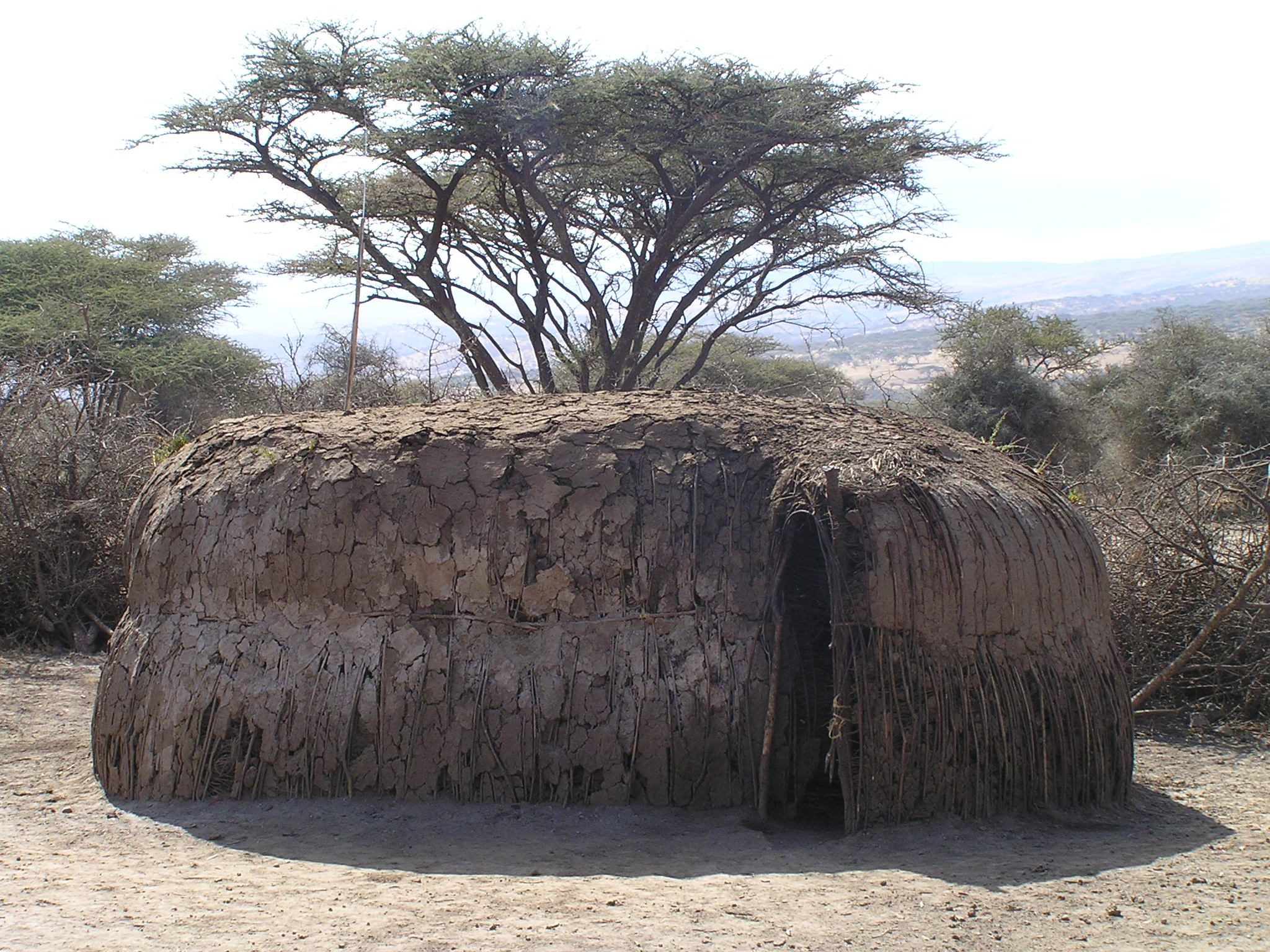
Chatrč Masaje

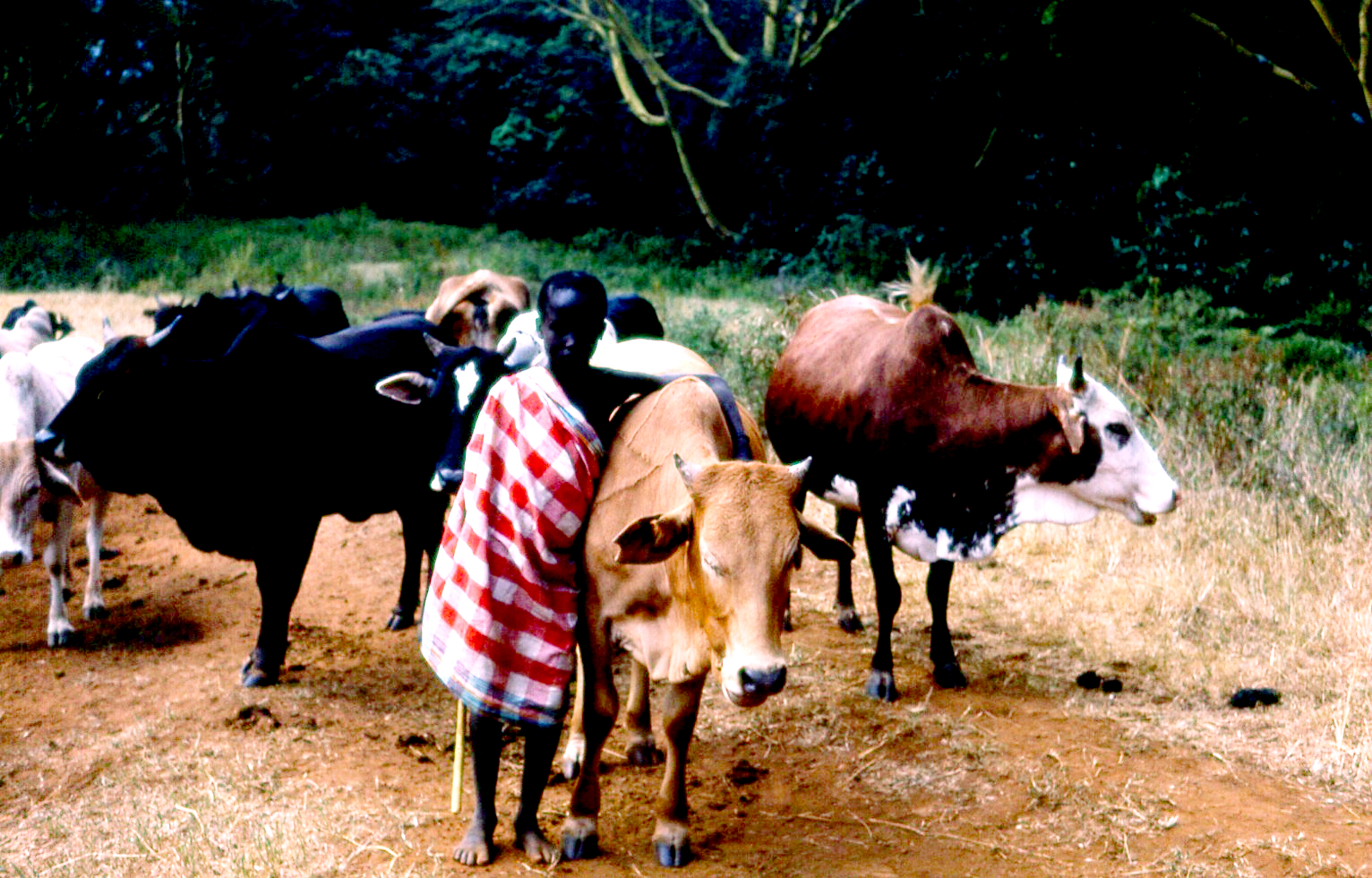
Masajské bohatství – dobytek

Masajové jsou africká černošská  etnická skupina nilotského původu. Po dlouhém stěhování v minulosti (podle jejich tradice z Egypta) se usadili mezi Kilimandžárem a horou Mount Kenya (jejíž domorodý název se dá přeložit jako Blízko nebe), tedy v dnešní severní Tanzanii a jihozápadní Keni. Počet Masajů je odhadován na 250 tisíc a jejich pověst nespoutaných bojovníků i zachování si původního způsobu života jsou v dnešním moderním světě obdivuhodné.
Mluví jazykem Maa, patřícím do Nilo-Saharské jazykové skupiny. U Masajů vládne patriarchální charakter společnosti.

## Bydlení

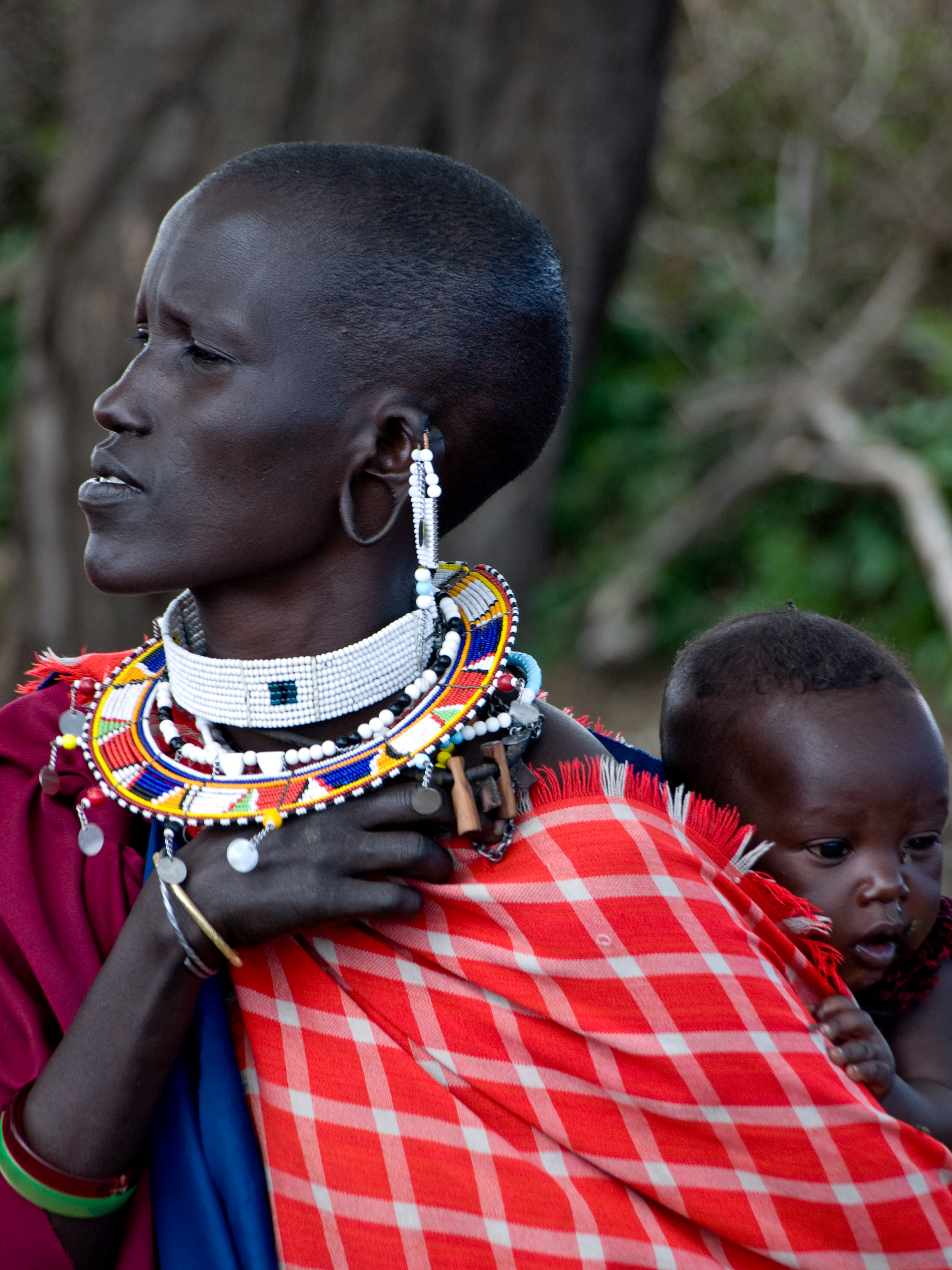
Masajské šperky, od ozdob vytahané uši; někdy svá těla zdobí různými malbami

Masajská vesnice, neboli Boma, má kruhovitý tvar. Je obehnána bohatým hutným „plotem“ postaveným z větví. Tento plot tvoří vnější kruh vesnice. Uvnitř vesnice je další široká kruhovitá ohrada, kde se na noc schovávají zvířata před divokou zvěří. Tahle ohrada tvoří jádro vesnice.
Chatrče staví výhradně ženy a to původní technologií. Materiál obstará příroda. Kostru chatrče tvoří dřevěné tyče upevněné v zemi protkané tyčemi drobnějšími. Na nich se připlácá směs bahna, trávy, moči, hnoje a popela, to vše vysuší slunce.
Chatrč je poměrně malá, průměrně 3x5 m a výškou nepřesáhne 1,5 metru – dospělý muž se v ní nepostaví. Uvnitř můžeme naleznout domácí kuchyni, je zde sklad potravin a rodinného majetku. Masajové tady spí i jedí, jsou tu i malá zvířata. Uprostřed se nachází ohniště, ačkoli v chatrči není ani komín či okna. Vchod vede do chatrče nepřímo – což je jakési bezpečnostní opatření proti nezvaným nočním návštěvám a přes noc se ještě zakrývá různými látkami a klacky. Chatrč zajišťuje nejen chlad, ale uvnitř nenajdeme dokonce ani mouchy.

## Tradice
Bůh Enkai seslal na Zemi krávy, když se obloha a země rozdělily. Krávy jsou dědictví Enkaie. Celý život Masaje se točí kolem krav, které jsou navíc jeho hlavní obživou. Kráva se živí trávou, tráva je spojena se Zemí, proto Masajové zemi nijak nekultivují – tohle by bylo pod jejich důstojnost a cítili by se vinni. Masajové zemi neobdělávají, nekopou studny – raději pijí z potůčků, i když studny jsou, dokonce ani nepohřbívají mrtvé – nechají je napospas divokým zvířatům, někdy ji pomazávají krví a tukem, protože kdyby zvíře nechalo mrtvolu bez povšimnutí znamenalo by to že je něco v nepořádku a vedlo k sociální hanbě. Zemi nemůže vlastnit jedinec ani rodina, bohatství Masajů tkví v něčem jiném.
U Masajů platí, že muž smí mít více manželek. Čím více má Masai dobytka a dětí tím je bohatší. Žena musí být věrná jen jednomu muži. Postavení ženy znázorňuje postavení její chatrče vůči chatrči muže.
Oblečení Masaje se liší podle věku, pohlaví a místa. Nosí jednoduché sandály dnes vyráběné z plastu nebo pneumatik. Kolem ramene Masai zavěšuje kus bavlněné látky, většinou červené nebo modré barvy, převažují kostkované nebo pruhované vzory. Dříve nosili ovčí nebo telecí kůži. Ženy i muži zdobí svá těla různými malbami. Nosí různé šperky – korálky, dřevěné náramky a mají typicky vytahané uši od zavěšených ozdob. Dlouhé vlasy nosí jen muži válečníci, ženy mají hlavu vyholenou a naleštěnou tukem nebo máslem. Masajský muž má oštěp.
Rytmické tance a hudba jsou velice typickými a tradičními pro Masaje, období ceremonie válečníků může znamenat jejich až desetidenní trvání.
Masajové jsou známi jako děti krve a mléka. Tohle plyne z jejich zvyků pití čerstvé krve. Nařezávají zvířatům krční tepny a „pouštějí jim žilou“. Na každé zvíře přijde řada jednou za 4 dny. Také piji teplé mléko anebo směs krve a mléka známou jako Saroi. Živí se masem z vlastních stád.

## Osobnost Masaje

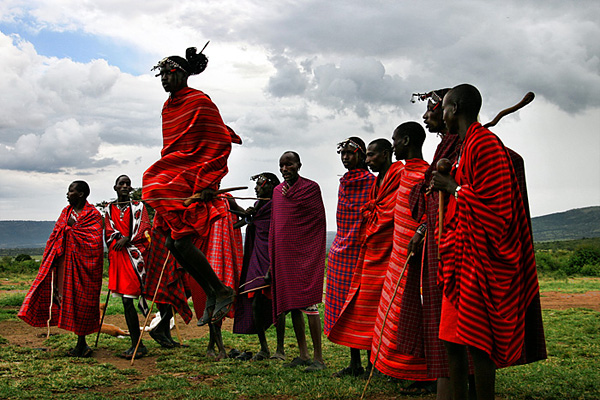
Červená kostkovaná látka je typickým oděvem Masajů i při rytmických tancích

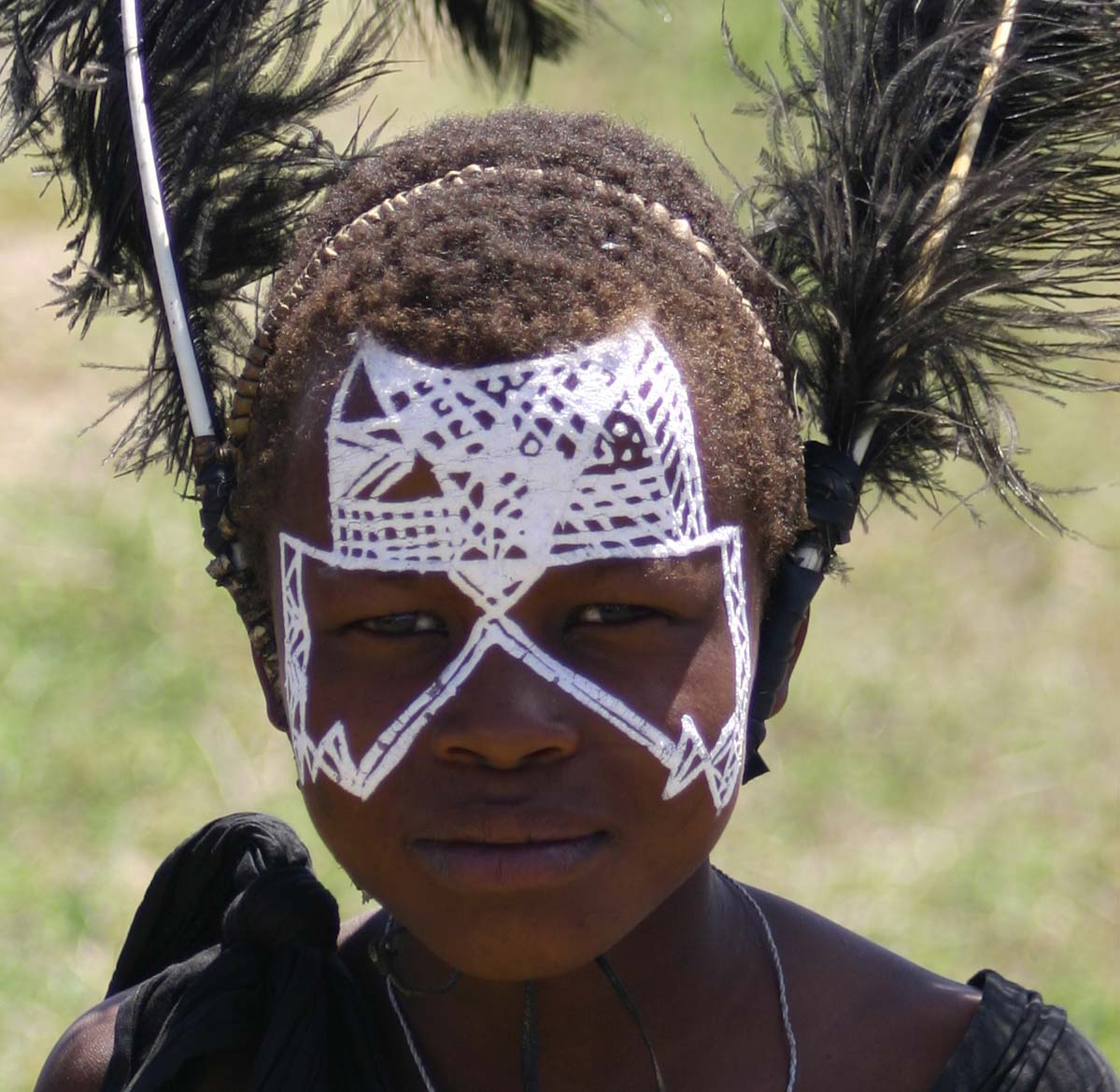
Masajský chlapec čekající na svůj obřad obřízky

Masajové jsou lidé hnědé pleti se značnou příměsí hamitské a snad i semitské krve. Vysocí se štíhlou a hbitou postavou. Ostře řezaný obličej s ostrými rysy, úzkými rty a štíhlým nosem.
Přes den je velice obtížné potkat ve vesnici muže. Ti výhradně pasou krávy či hlídají vesnici. Ženy se naopak starají o vesnici, o děti a vodu – je-li nějaká. Vody je v této suché oblasti nedostatek, proto se velice málo myjí, vodu zpravidla ani nepijí (pijí směs mléka a krve).

## Obřady a rituály
Jsou výrazem kultury Masajů a sebeurčením. Každý obřad znamená začínající nový život. Všichni Masajové touží projít těmito životně důležitými fázemi svého života.
V masajské společnosti existuje mnoho obřadů, za ty nejdůležitější jsou považovány tyto: Enkipaata (obřad před obřízkou), Emuratta (Obřízka), Enkiama (Manželství), Eunoto (přechod válečníka na vyššího bojovníka), Eokoto e-kule (obřad, kdy Masaj smí pít mléko aniž by ho žena viděla), Enkang oo-nkiri (obřad, kdy žena připraví vybrané maso a bojovníci ho jedí), Orngesherr (Junior starší obřad), atd. Existují také obřady pro mladší chlapce a dívky a to včetně Eudoto / Enkigerunoto oo-inkiyiaa (propíchnutí ušních lalůčků), a Ilkipirat.
Muži hrají v kmeni důležitou roli (Patriarchát). Zařazení muže do kmene je věku kolem 14 let. Vstupní podmínkou je obřízka. Po tomto slavnostním obřadu, který se koná každých několik let (kněz vždy určí datum), odcházejí mladí chlapci do Manaytta (vesnice bez ohrady). Zde postaví svou chatrč a žijí až několik let. Učí se tradicím a zvykům svých otců – tance, písně a bojové prvky. Učí se bránit zemi a dobytek. Po ukončení jejich přípravy kněz oznámí, že je na obřízku připravena další skupina chlapců.
Mladí chlapci, kteří opustí Manaytta se stávají mladšími válečníky. Mladší válečníci se stávají staršími válečníky, ti zase mladší stařešinou, a pokud se Masaj dožije takového věku, stane se z něj senior stařešiny.
Mladí muži, kteří opustí Manaytta se mohou plným právem zúčastnit shromáždění a přispívat svými názory do života kmene. Dále se přislibuje dodržovat normy, které se týkají například způsobu jídla a pití – žena nikdy nesmí vidět muže jíst maso. Je zakázáno pít alkohol, žvýkat tabák a spát s dívkami.
Po dovršení 30 let se Masajský muž žení, přestává být bojovníkem (stává se mladším stařešinou). Jeho bohatstvím je dobytek, který střádal v období válečníka. Tímto bohatstvím si platí nevěstu.
Masajové si i přes vnější vliv moderního světa uchovali tradiční životní styl. Dnes se ale musí také vyrovnávat s přílivem turistů, kteří je obohacují i obírají. Masajské ženy prodávají turistům různé suvenýry.
Dnes se tradice Masajů střetávají se snahami vlád o ochranu přírody. Pro každého Masaje válečníka je velikou trofejí ulovit lva, ale dnes si rozmyslí, zda mu zabití lva stojí za případné potíže s policií. A právě dobytek způsobuje Masajům další potíže se snahou vlád o ochranu přírody. Masajská stáda jsou velice rozsáhlá, to způsobuje ohromné spásání savany a následné ničení.